# Mutt (canción)
«Mutt» es una canción de la banda de rock estadounidense Blink-182 del tercer álbum de estudio de la banda, Enema of the State (1999). Fue escrita principalmente por el guitarrista Tom DeLonge, con crédito de composición adicional para el bajista Mark Hoppus y el baterista Scott Raynor. La narrativa de la canción retrata a una pareja lujuriosa. DeLonge escribió la pista para su amigo, el surfista profesional Benji Weatherly. La banda grabó por primera vez la canción para la aparición de Weatherly en la película de surf de 1998 The Show, antes de la salida de Raynor del grupo.
La canción fue regrabada más tarde con el baterista Travis Barker e incluida en el álbum de la banda de 1999, Enema of the State. Esta edición tuvo un lugar destacado en la banda sonora de la película American Pie de 1999; la canción suena durante una escena memorable en la que el personaje principal intenta cortejar a un estudiante de intercambio. Una encuesta de lectores de Rolling Stone de 2016 clasificó a «Mutt» entre las canciones favoritas de los fanáticos del trío.

## Antecedentes

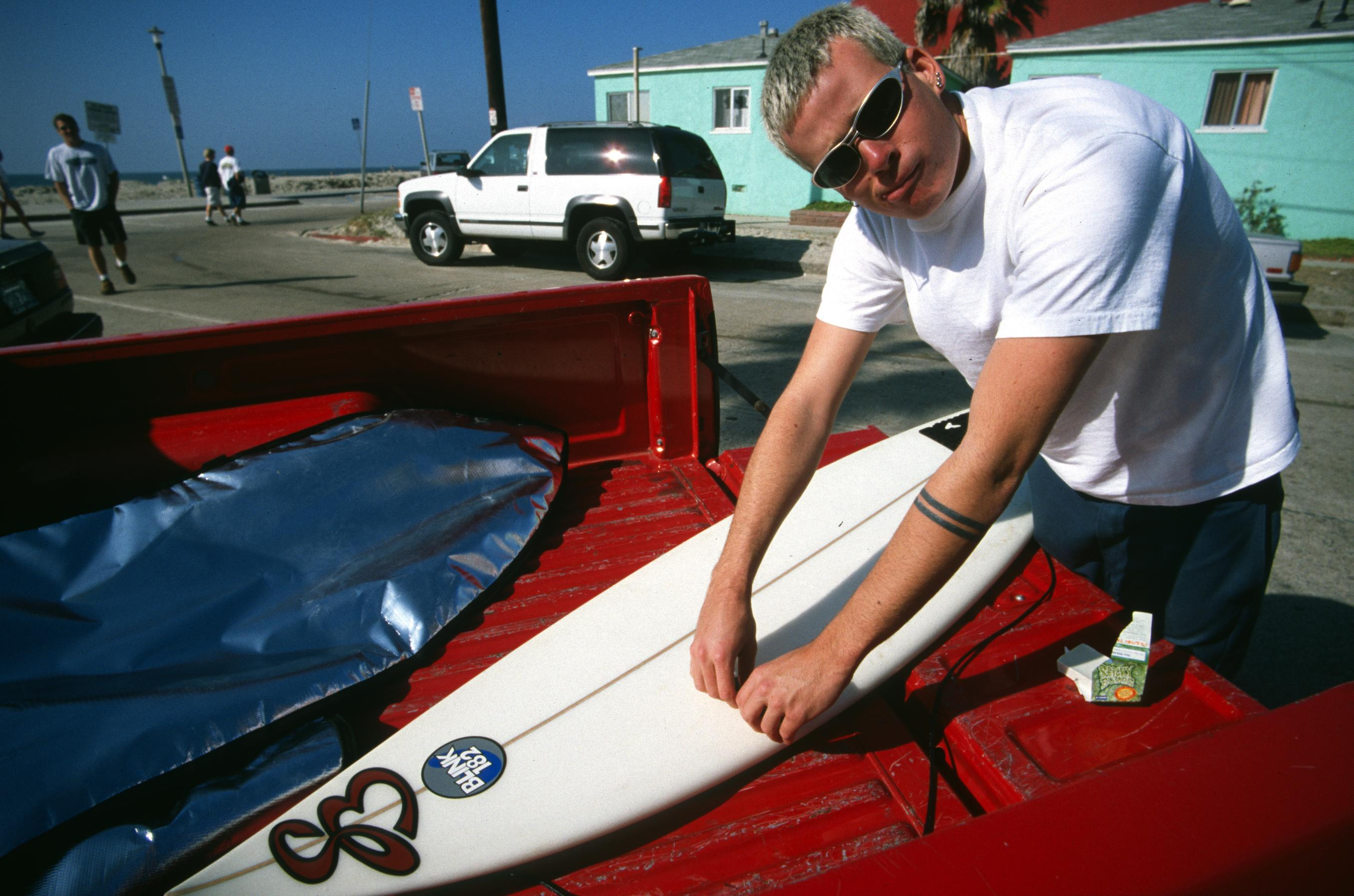
El guitarrista Tom DeLonge escribió la canción para un amigo surfista.

«Mutt» fue escrita principalmente por DeLonge sobre su amigo y excompañero de cuarto, Benji Weatherly. Los dos vivieron juntos en Pacific Beach, California durante tres años a mediados de la década de 1990; un editorialista de Men's Journal describió la reputación del dúo como «vino, mujeres y canciones» como parte de la «tradición local». Weatherly era conocido como «Mutt» entre amigos, un apodo cocreado por el músico Jack Johnson, y su popularidad entre las mujeres inspiró la canción. «Es solo una canción sobre un chico y una chica a los que les gusta tener sexo y que realmente no les importa mucho más», dijo DeLonge en 2000. La canción es la banda sonora de la aparición de Weatherly en la película de surf de Taylor Steele The Show (1998).
«Mutt» cuenta la historia de una pareja popular, acomodada y amorosa. El narrador posee una visión «repugnante» de su comportamiento, que el colaborador de Billboard, Chris Payne, describe como si actuaran como si «estuvieran en una audición constante para una película porno». La canción comienza con un relleno de batería, seguido de un riff de bajo de Hoppus que alterna entre los acordes A 5 y D 5. DeLonge comienza el primer verso presentando al personaje masculino, supuestamente inspirado en Weatherly: «Hace una pausa para afeitarse y se dice a sí mismo que él es la bomba». Según la partitura publicada en Musicnotes.com por Kobalt Music Publishing America, «Mutt» está escrita en tiempo común con un tempo de 212 BPM y está ambientada en la tonalidad de la mayor. Las partes vocales de DeLonge van desde G ♯ 4 a E 5.

## Grabación y producción
Una primera versión de «Mutt», con el percusionista original de Blink Scott Raynor detrás de la batería, fue grabada con el productor Mark Trombino y aparece en la banda sonora de The Show (1998). Fue grabado en Big Fish Studios, un estudio que la banda había utilizado previamente cuando grabó su álbum Dude Ranch de 1997 con Trombino.
Más tarde ese año, la banda volvió a acercarse a «Mutt» con el productor Jerry Finn y el baterista Travis Barker, quien reemplazó a Raynor a mitad de una gira de 1998. La banda había firmado para hacer un cameo en la próxima película para adolescentes American Pie, entonces en preproducción y titulada East Great Falls High. DeLonge y Hoppus habían leído el guion de la película y lo encontraron divertidísimo. El trío reclutó a Jerry Finn, un veterano productor de punk que había trabajado con Green Day, para grabar una nueva versión de «Mutt». Quedaron impresionados con su trabajo de producción y mezcla, que consideraron «fenomenal», y lo contrataron para producir su próximo álbum, Enema of the State. El baterista Travis Barker no recibe crédito como compositor, ya que en este momento de su carrera se lo consideraba un músico de gira. Más tarde empezó a disgustarle la grabación final de la canción, ya que era muy nuevo en la banda y aún tenía que escribir una mejor parte de batería. En las versiones en vivo, Barker a menudo ha cambiado el desglose de la canción a un ritmo más inspirado en el hip hop.

## Relanzamiento y recepción
«Mutt» apareció por primera vez como parte de la banda sonora de The Show, una película de surf de 1998 dirigida por Taylor Steele y lanzada a través de Theologian Records. El trío interpretó la canción más adelante en el año en el programa musical australiano Recovery, que se emitió por primera vez el 16 de mayo de 1998. La versión regrabada de la canción aparece como parte de Enema of the State, lanzada el 1 de junio de 1999. Esta edición también se sincronizó para incluirla en American Pie, lanzada el 9 de julio de 1999; su banda sonora también incluye «Mutt» y fue emitida por Uptown Records el 29 de junio de 1999.
«Mutt» jugó un papel importante en el gran avance de la banda, según Andy Greene, escritor de Rolling Stone. El colaborador de Billboard, Chris Payne, la consideró una de las canciones menos memorables de Enema. Una encuesta de lectores de Rolling Stone de 2016 colocó la canción en el número nueve en una clasificación de los diez mejores de la banda.

## Personal

### Versión original
Adaptado de la nota de álbum de The Show.
Ubicaciones
- Grabado en Big Fish Studios (Encinitas, California)

Blink-182
- Mark Hoppus: bajo, voz
- Tom DeLonge: guitarra, voz
- Scott Raynor: batería, percusión

Producción
- Mark Trombino: producción, grabación, mezcla

### Versión regrabada
Adaptado de la nota de álbum de Enema of the State.
Ubicaciones
- Signature Sound, Studio West (San Diego, California)
- Mad Hatter Studios, The Bomb Factory (Los Ángeles, California)
- Conway Recording Studios (Hollywood, California)
- Big Fish Studios (Encinitas, California)

Blink-182
- Mark Hoppus: bajo, voz
- Tom DeLonge: guitarra, voz
- Travis Barker: batería percusión

Production
- Jerry Finn: producción
- Tom Lord-Alge: mezcla
- Sean O'Dwyer: grabación
- Darrel Harvey: grabación
- John Nelson: grabación
- Robert Read: grabación
- Mike Fasano: técnico de batería
- Brian Gardner: masterización